# George Steer
 (octobre 2017).
Si vous disposez d'ouvrages ou d'articles de référence ou si vous connaissez des sites web de qualité traitant du thème abordé ici, merci de compléter l'article en donnant les références utiles à sa vérifiabilité et en les liant à la section « Notes et références ».
Pour les articles homonymes, voir Steer.
George Steer, journaliste et fils de journaliste (rédacteur), est né en 1909 en Afrique du Sud. Il a fait ses études à Winchester puis à la Christ Church d’Oxford, obtenant son diplôme de philologie classique avec les félicitations du jury (Double First).
Steer a été correspondant de guerre et en a couvert plusieurs, notamment pour le compte du Times et du Daily Telegraph. En 1935 il a couvert l’invasion italienne en Éthiopie. Steer a relaté l’utilisation de gaz moutarde par les Italiens à l’encontre des forces armées autochtones.
En 1937, il fut chargé de couvrir la guerre civile espagnole, où il a relaté le bombardement de Guernica. Puis il fut envoyé en Finlande où il fut témoin de l’invasion par l’Armée Rouge (Armée soviétique). 
Steer a publié huit livres, dont Caesar in Abyssinia et A Tree in Guernika. Dans un de ses articles il a écrit: « Un journaliste n’est pas seulement là pour fournir des informations sensationnelles ou prêtant à controverse, ou bien écrites ou tout simplement distrayantes. C’est un historien des évènements quotidiens... et en tant qu’historien il doit déborder d’un amour passionné et extrêmement critique pour la vérité ; c’est pourquoi le journaliste, en raison du grand pouvoir qu’il détient, doit veiller à faire triompher la vérité. »
En 1940 il a pris la direction de l'Ethiopian Forward Propaganda Unit. Toujours dans le courant de la Seconde Guerre mondiale, il a ensuite été nommé directeur de l'Indian Field Propaganda Unit. Il est mort le 25 décembre 1944 dans un accident d’automobile au Bengale.